# PHA-57378
PHA-57378 é uma droga que atua como agonista nos receptores de serotonina 5-HT2, tendo uma afinidade de ligação de 4,1 nM para o subtipo 5-HT2A e 4,3 nM para o 5-HT2C. Em estudos com animais, apresentou efeitos ansiolíticos.